# Arve Mokkelbost
Arve Mokkelbost (9 agosto 1945) è un allenatore di calcio e dirigente sportivo norvegese.

## Carriera

### Allenatore
Mokkelbost guidò la Norvegia under 19 nel 1974, assieme a Tor Røste Fossen. Dal 1978 al 1979, fu il tecnico del Karlstad. Dal 1980 al 1981, invece, fu allenatore del Djurgården. Nel 1982, tornò in Norvegia per essere la guida del Brann, con cui conquistò la promozione nella 1. divisjon e l'l'edizione stagionale della Coppa di Norvegia. Vi rimase fino al 1983.

## Palmarès

### Club

#### Competizioni nazionali
- Coppa di Norvegia: 1

Brann: 1982